# Meleager (král)
Meleager (řecky Μελέαγρος) (1. století př. n. l.? Pella - 279 př. n. l.) byl makedonský král, bratr Ptolemaia Kerauna a syn Ptolemaia I. Sótéra a jeho ženy Eurydiky. Vládl po dobu dvou měsíců v roce 279 př. n. l., než ho  makedonské vojsko donutilo vzdát se koruny.